# SmartBike

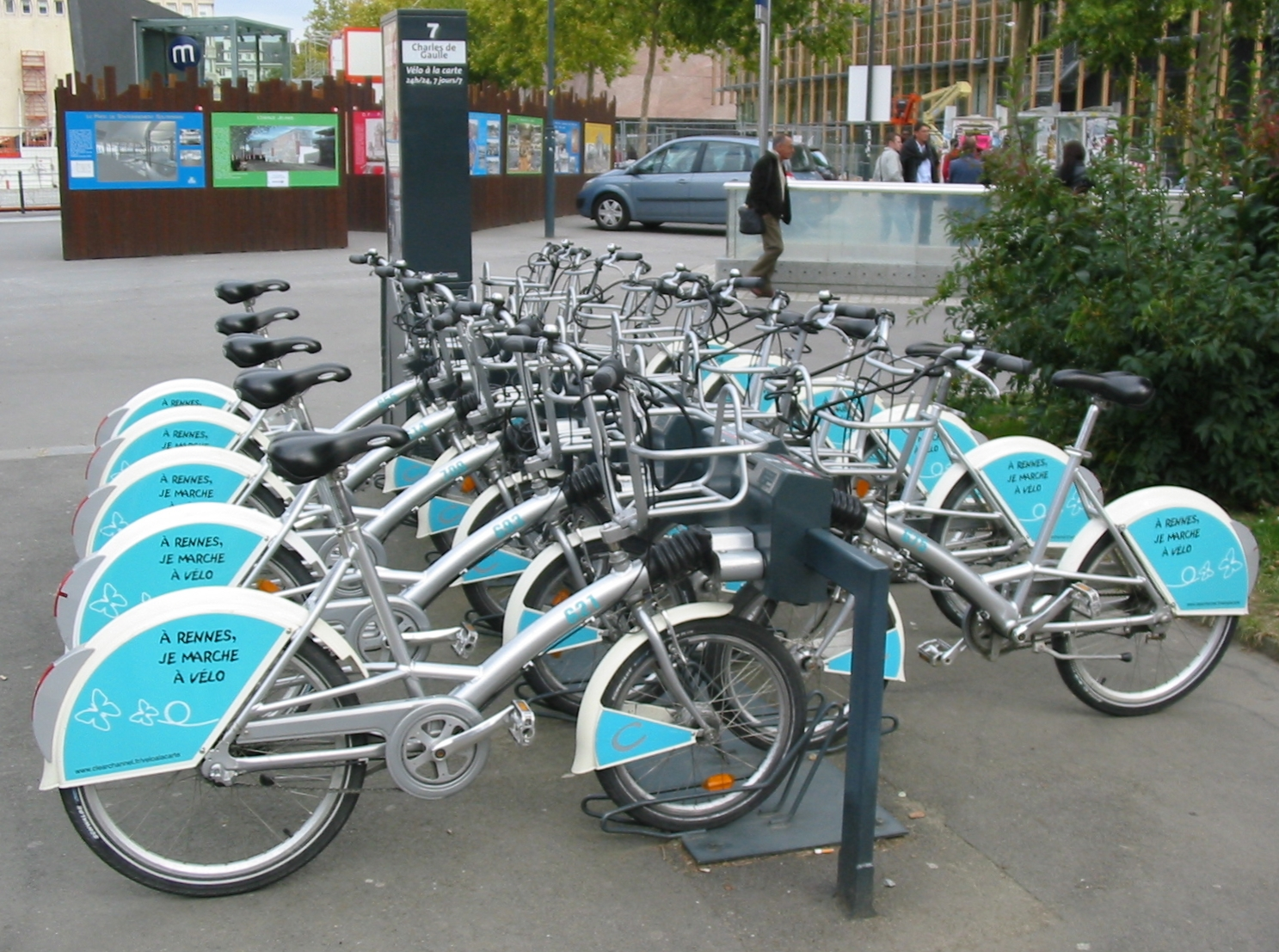
Vélo à la carte à Rennes.

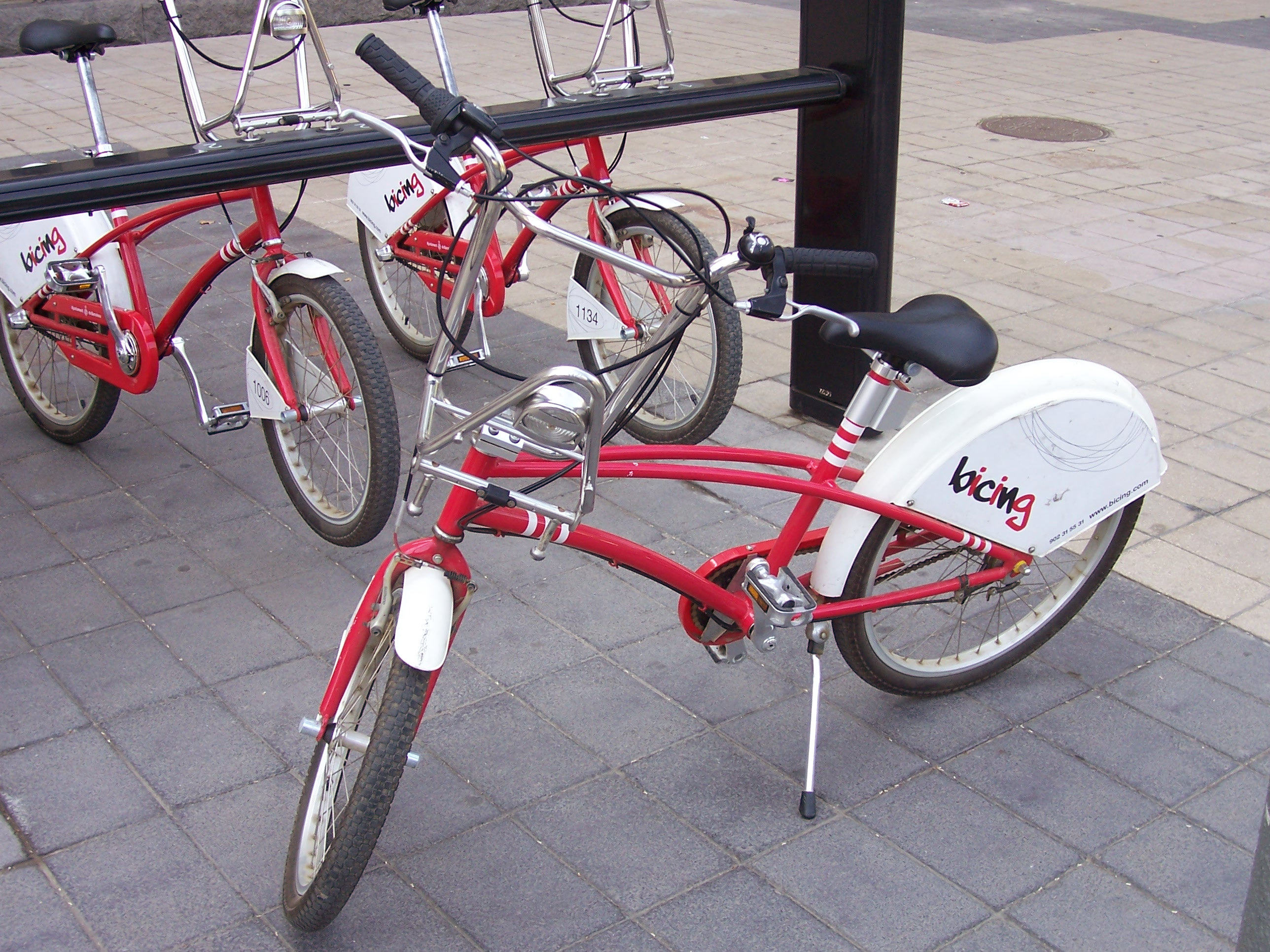
Vélos bicing à Barcelone.

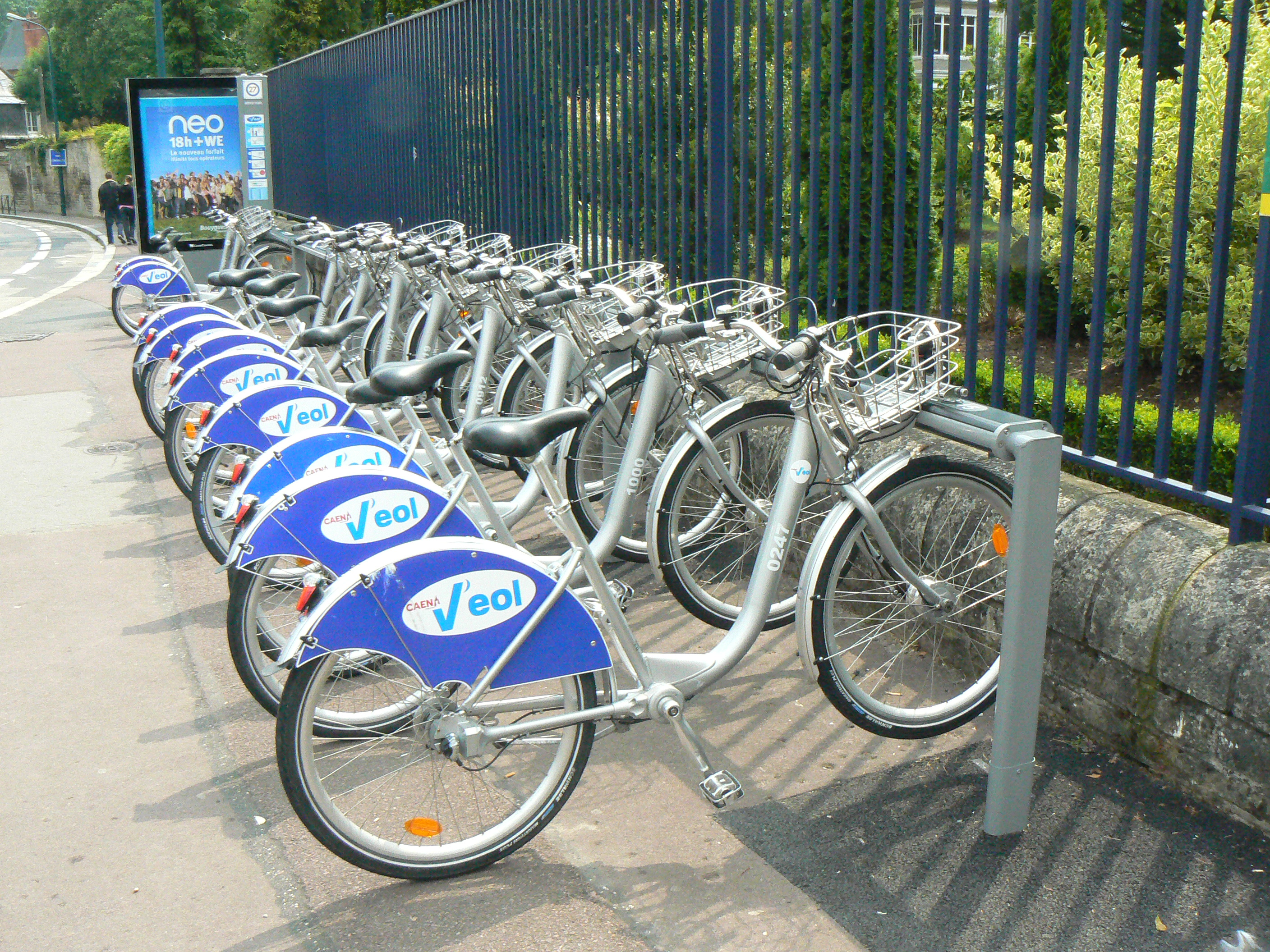
Vélos V'eol à Caen.

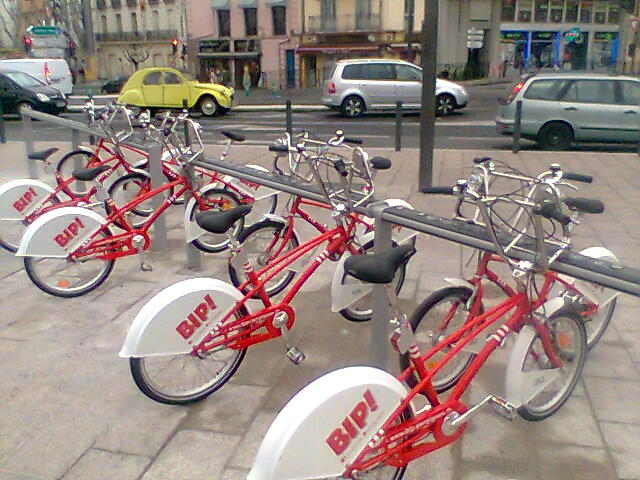
Vélos BIP! à Perpignan.

SmartBike est un système de vélos en libre-service, mis au point par le groupe Clear Channel. C'est un des premiers services de ce genre mis en place, et le premier en France : à partir du 6 juin 1998, 200 vélos répartis sur 25 stations sont disponibles à Rennes dans le cadre du service nommé Vélo à la carte. Il a été fermé le 10 mai 2009 pour être remplacé par LE vélo STAR, géré par Keolis. 
Fortement concurrencé par le système Cyclocity de JCDecaux en France, SmartBike est présent dans 9 villes, notamment en Europe (en janvier 2018, tendance décroissante avec plusieurs fermetures de réseau en 2017). Le système le plus grand est celui de Barcelone, où bicing offre, depuis 2007, 6 000 vélos sur 380 stations.    
Le service SmartBike DC qui offrait, depuis août 2008, 120 vélos sur 10 stations à Washington D.C. aux États-Unis, est remplacé fin 2010 par un nouveau service de vélos en libre-service plus large, basé sur la technologie BIXI. Il est définitivement fermé depuis le 2 janvier 2011.

## Systèmes en service
| Pays     | Ville     | Ouverture            | Nom                  | Nb.vélos | Nb.stations | Observations - Particularités                                   |
| -------- | --------- | -------------------- | -------------------- | -------- | ----------- | --------------------------------------------------------------- |
| Suède    | Malmö     | 2016[réf. souhaitée] | Malmö by bike        |          | 50          |                                                                 |
| Belgique | Anvers    | 9 juin 2011          | Velo Antwerpen       | 1 800    | 150         |                                                                 |
| Espagne  | Barcelone | 22 mars 2007         | Bicing               | 6 000    | 401         | Partenariat publicitaire avec Vodafone depuis le 1er avril 2014 |
| Espagne  | Saragosse | 28 mai 2008          | BiZi                 | 2 600    | 130         |                                                                 |
| Italie   | Milan     | 3 décembre 2008      | BikeMi               | 1 300    | 103         |                                                                 |
| Mexique  | Mexico    | 14 août 2009         | Ecobici              | 1 100    | 114         |                                                                 |
| Norvège  | Drammen   | 2001                 | Drammen Bysykkel     | 250      | 28          |                                                                 |
| Norvège  | Oslo      | 2002                 | Oslo Bysykkel        | 1 200    | 102         |                                                                 |
| Norvège  | Trondheim | 2005                 | Trondheim Bysykkel   | 110      | 10          |                                                                 |
| Suède    | Stockholm | 2005                 | Stockholm City Bikes | 2 000    | 160         |                                                                 |

## Systèmes fermés
| Pays       | Ville           | Ouverture        | Fermeture        | Nom             | Nb.vélos | Nb.stations | Observations - Particularités            |
| ---------- | --------------- | ---------------- | ---------------- | --------------- | -------- | ----------- | ---------------------------------------- |
| États-Unis | Washington D.C. | Août 2008        | 2 janvier 2011   | SmartBike DC    | 120      | 10          | Remplacé par Capital Bikeshare           |
| France     | Caen            | 22 mars 2008     | 31 décembre 2017 | V'eol           | 350      | 40          | Remplacé par Vélolib                     |
| France     | Rennes          | 6 juin 1998      | 10 mai 2009      | Vélo à la carte | 200      | 25          | Remplacé par LE vélo STAR                |
| France     | Dijon           | 29 février 2008  | 23 juillet 2017  | Velodi          | 400      | 40          | Remplacé par DiviaVélodi                 |
| France     | Perpignan       | 27 février 2008  | 31 décembre 2017 | BIP!            | 150      | 15          |                                          |
| Suède      | Göteborg        | 2005             | 2010 ?           |                 | 125      | 11          | Remplacé par Styr & ställ                |
| Mexique    | Puebla          | 25 novembre 2013 | Janvier 2016 ?   | SMARTBIKE       | 81       | 6           | Partenariat publicitaire avec Volkswagen |